# یانا پادریک
یانا پادریک (استونیایی: Jaana Padrik؛ زادهٔ ۲۳ ژوئن ۱۹۵۸) روزنامه‌نگار، سیاستمدار و نماینده سابق مجلس اهل استونی است.